# Jean Auguste Margueritte
Jean Auguste Margueritte (ur. 15 stycznia 1823, zm. 6 września 1870) – francuski generał, ojciec pisarzy Victora i Paula Margueritte.
Po zaszczytnej karierze zawodowej w Algierii, generał Margueritte został śmiertelnie ranny w wielkiej szarży kawalerii w bitwie pod Sedanem. Zmarł w Belgii. Jego biografia została opublikowana przez syna, Paula Margueritte, pod tytułem Mon père (w tłumaczeniu na jęz. polski: Mój ojciec) (1884, wydanie rozszerzone 1897).